# Sant Donat
Sant Dunat (en francès Saint-Donat-sur-l'Herbasse) és un municipi francès situat al departament de la Droma i a la regió d'Alvèrnia-Roine-Alps. L'any 2007 tenia 3.497 habitants.

## Demografia

### Població
El 2007 la població de fet de Saint-Donat-sur-l'Herbasse era de 3.497 persones. Hi havia 1.424 famílies de les quals 452 eren unipersonals (232 homes vivint sols i 220 dones vivint soles), 408 parelles sense fills, 440 parelles amb fills i 124 famílies monoparentals amb fills.
La població ha evolucionat segons el següent gràfic:
Habitants censats

### Habitatges
El 2007 hi havia 1.621 habitatges, 1.472 eren l'habitatge principal de la família, 44 eren segones residències i 105 estaven desocupats. 1.105 eren cases i 512 eren apartaments. Dels 1.472 habitatges principals, 882 estaven ocupats pels seus propietaris, 551 estaven llogats i ocupats pels llogaters i 39 estaven cedits a títol gratuït; 8 tenien una cambra, 133 en tenien dues, 299 en tenien tres, 436 en tenien quatre i 596 en tenien cinc o més. 929 habitatges disposaven pel capbaix d'una plaça de pàrquing. A 672 habitatges hi havia un automòbil i a 624 n'hi havia dos o més.

### Piràmide de població
La piràmide de població per edats i sexe el 2009 era:
| Homes | Edats   | Dones |
| ----- | ------- | ----- |
| 0     | 95 o +  | 12    |
| 0     | 90 a 94 | 16    |
| 12    | 85 a 89 | 52    |
| 20    | 80 a 84 | 32    |
| 32    | 75 a 79 | 68    |
| 60    | 70 a 74 | 76    |
| 92    | 65 a 69 | 84    |
| 64    | 60 a 64 | 76    |
| 80    | 55 a 59 | 68    |
| 104   | 50 a 54 | 112   |
| 88    | 45 a 49 | 104   |
| 124   | 40 a 44 | 96    |
| 108   | 35 a 39 | 108   |
| 120   | 30 a 34 | 144   |
| 120   | 25 a 29 | 112   |
| 100   | 20 a 24 | 96    |
| 88    | 15 a 19 | 68    |
| 124   | 10 a 14 | 88    |
| 104   | 5 a 9   | 124   |
| 64    | 0 a 4   | 84    |

## Economia
El 2007 la població en edat de treballar era de 2.211 persones, 1.622 eren actives i 589 eren inactives. De les 1.622 persones actives 1.466 estaven ocupades (786 homes i 680 dones) i 156 estaven aturades (72 homes i 84 dones). De les 589 persones inactives 214 estaven jubilades, 185 estaven estudiant i 190 estaven classificades com a «altres inactius».

### Ingressos
El 2009 a Saint-Donat-sur-l'Herbasse hi havia 1.595 unitats fiscals que integraven 3.747,5 persones, la mediana anual d'ingressos fiscals per persona era de 17.238 €.

### Activitats econòmiques
Dels 248 establiments que hi havia el 2007, 2 eren d'empreses extractives, 8 d'empreses alimentàries, 21 d'empreses de fabricació d'altres productes industrials, 33 d'empreses de construcció, 56 d'empreses de comerç i reparació d'automòbils, 14 d'empreses de transport, 14 d'empreses d'hostatgeria i restauració, 6 d'empreses d'informació i comunicació, 11 d'empreses financeres, 8 d'empreses immobiliàries, 28 d'empreses de serveis, 32 d'entitats de l'administració pública i 15 d'empreses classificades com a «altres activitats de serveis».
Dels 67 establiments de servei als particulars que hi havia el 2009, 1 era una oficina d'administració d'Hisenda pública, 1 gendarmeria, 1 oficina de correu, 4 oficines bancàries, 1 funerària, 8 tallers de reparació d'automòbils i de material agrícola, 2 tallers d'inspecció tècnica de vehicles, 2 autoescoles, 8 paletes, 7 guixaires pintors, 3 fusteries, 3 lampisteries, 3 electricistes, 3 empreses de construcció, 5 perruqueries, 1 veterinari, 8 restaurants, 3 agències immobiliàries, 1 tintoreria i 2 salons de bellesa.
Dels 23 establiments comercials que hi havia el 2009, 1 era un hipermercat, 1 un supermercat, 1 una botiga de més de 120 m², 5 fleques, 4 carnisseries, 2 llibreries, 2 botigues de roba, 1 una botiga d'equipament de la llar, 3 botigues d'electrodomèstics i 3 floristeries.
L'any 2000 a Saint-Donat-sur-l'Herbasse hi havia 53 explotacions agrícoles que ocupaven un total de 756 hectàrees.

## Equipaments sanitaris i escolars
El 2009 hi havia 2 farmàcies i 1 ambulància.
El 2009 hi havia 1 escola maternal i 2 escoles elementals. Saint-Donat-sur-l'Herbasse disposava de 2 col·legis d'educació secundària amb 681 alumnes.

## Poblacions més properes
El següent diagrama mostra les poblacions més properes.